# 킬러 인사이드 미 (1976년 영화)
킬러 인사이드 미(The Killer Inside Me)는 미국에서 제작된 버트 케네디 감독의 1976년 범죄, 드라마 영화이다. 스테이시 키치 등이 주연으로 출연하였고 Michael W. Leighton 등이 제작에 참여하였다.

## 출연

### 주연
- 스테이시 키치
- 수잔 티렐

### 조연
- 티샤 스터링
- 키넌 윈
- 찰스 맥그로우
- 존 데너
- 페페 세르나
- 로얄 다노
- 줄리 애덤스
- 존 캐러딘
- 돈 스트로우드
- 잭 무어
- Steven Tackett

## 제작진
- 원작자: 짐 톰슨